# 2549 Бейкер
2549 Бейкер (2549 Baker) — астероїд головного поясу, відкритий 23 жовтня 1976 року.
Тіссеранів параметр щодо Юпітера — 3,172.